# Autopsie du cinéma africain
Pour plus de détails, voir Fiche technique et Distribution.
Autopsie du cinéma africain est un documentaire du Camerounais Lambert Ndzana. Le documentaire est réalisé autour du débat sur le cinéma africain.

## Synopsis
Le cinéma africain vit-il encore ? Quels sont les problèmes qui l’entourent, et quelles peuvent être les solutions ? Tant de questions abordées dans ce documentaire qui dissèque les maux qui minent le septième art en Afrique. Le discours est partout le même. Réalisateurs comme producteurs peinent à trouver les moyens pour financer leurs productions. Les professionnels du milieu, de tous horizons, s'expriment par des regards croisés. La réflexion sur le sujet se creuse et se comble par des arguments tangibles et avancés. 

## Fiche technique
- Titre : Autopsie du cinéma africain
- Réalisateur : Lambert Ndzana
- Pays du réalisateur : Cameroun
- Langue : français
- Année : 2008
- Durée : 83 minutes
- Couleur / N&B : couleur
- Format : Vidéo